# 贝纳迪斯总统镇
贝纳迪斯总统镇是巴西米纳斯吉拉斯州的一个市镇。总面积236.929平方公里，总人口5699人，人口密度24.1人/平方公里。